# ترابری (رسته)

رسته ترابری ارتش جمهوری اسلامی ایران

رسته ترابری از جمله رسته‌های لجیستیکی نیروی زمینی می‌باشد که کارکنان با این رسته می‌بایست توانایی رانندگی انواع تجهیزات و ماشین‌آلات سازمانی ارتش را داشته باشند. از جمله خودروهای سازمانی که عموماً در پارک موتوری گردان و گروهان‌ها مورد استفاده قرار می‌گیرد می‌توان به خودروهای سبک، نیمه سنگین (بنز ۹۱۱، آتکو و …)، سنگین (ولوو fh، آکسور، انواع بنزهای قدیمی و …) و فوق سنگین (بنز ۳۸۵۰ و تیتان) اشاره کرد. کارکنان رسته ترابری در گروهان ارکان گردان‌ها و گروهان ترابری گردان‌های پشتیبانی نیروی زمینی سازماندهی می‌شوند.